# Ezequiel Rosendo
Ezequiel Horacio Rosendo (* 6. März 1985 in Villa Porvenir) ist ein argentinischer Fußballspieler.

## Karriere
Rosendo spielte in jungen Jahren für die Argentinos Juniors, ehe er mit 20 Jahren den Sprung nach Europa wagte. Im Sommer 2005 ging er nach Tschechien zum FK Baník Most. Dort verbrachte er die folgenden sieben Jahre, unterbrochen nur von Ausleihen an die Zweitligisten FK Chmel Blšany (2006/07) und FK Ústí nad Labem (2012). Im Sommer 2012 wechselte Rosendo zum mazedonischen Klub FK Bregalnica Štip. Nach einem halben Jahr kehrte er zu Baník Most zurück, sein Vertrag dort lief bis Juli 2014.
Im Januar 2015 verpflichtete der deutsche Regionalligist FSV Budissa Bautzen den zu dieser Zeit vereinslosen Argentinier. Nach anderthalb Jahren ging er 2016 zum Oberligisten VfB Germania Halberstadt. Dort löste er in der Winterpause 2016/17 seinen Vertrag wieder auf und kehrte zu Budissa Bautzen zurück.